# Григор I Ашотян
Григор I Ашотян (*Գրիգոր Ա Աշոտյան, д/н — 1084) — 4-й цар Сюнікського царства з 1051 до 1084 року.

## Життєпис
Походив з князівського роду Старших Ашотянів, князів Цхука. Син Ашота та доньки Васака, царя Сюніка. У 1044 році став співцарем нарівні з братом Смбатом II. У 1046 році брав участь у війні проти Шедаддідів, які вдерлися до Ташир-Дзорагетського царства, союзника Сюніка. Одружився з представницею хаченського княжого роду.
У 1051 році після смерті брата став одноосібним Сюнікським царем. Спрямував свої зусилля на захист кордонів від мусульманських держав. Водночас намагався відродити сплюндровані області. Проводив політику об'єднання вірменських земель.
Протягом 1050-х років чинив спротив сельджукам, що намагалися підкорити Сюнік. Водночас номінально визнав зверхність Візантії, розраховуючи на допомогу останньої у боротьби проти сельджукських султанів. Але зрештою між 1064 та 1066 роками вимушений був визнати зверхність султана Алп-Арслана.
У 1071 році після поразки візантійських військ від сельджуків у битві при Манцикерті становище Григора I суттєво погіршилося. 1072 року він втратив значну частину свого царства. Проте правив до 1084 року, зробивши спадкоємцем старшого брата своєї дружини Сенекеріма.